# Amanida caprese
L'amanida caprese (italià: insalata caprese, "amanida de Capri") és una amanida de la regió italiana de Campània. S'acostuma a servir com a antipasto tant a Campània com fora d'Itàlia. La base de l'amanida és la combinació de tomàquet, mozzarella, i alfàbrega, la mateixa combinació clàssica de la famosa pizza margherita.
L'amanida consisteix en talls de tomàquet i mozzarella alternats, amb fulles d'alfàbrega fresca per sobre o apilades amb el formatge i tomàquet; sovint se serveix arreglant els ingredients en piles precises però també es pot escampar-los. Finalment, l'amanida es condimenta amb oli d'oliva, sal, i pebre; es pot afegir l'orenga seca, all picat, fulles de julivert, o vinagre (o vinagre balsàmic), encara que l'autenticitat de l'amanida amb vinagre és polèmica entre els italians.
La mozzarella italiana fou feta tradicionalment de la llet de búfala i encara se la considera més autèntica si el formatge és mozzarella de búfala genuïna. Per a l'amanida, però, fins i tot pot ser més important la qualitat dels tomàquets; que han de ser bons tomàquets d'estiu i per aquesta raó no s'hauria de preparar durant la resta de l'any.
L'illa de Capri, d'on prové el nom de l'amanida, és una part de la regió de Campània i pot ser que l'amanida en sigui originària, però no se sap del cert. L'amanida era la favorita de Faruk I d'Egipte, a qui li agradava viatjar a Europa. Menjava l'amanida a Capri durant els anys 50, i s'anà fent popular arreu del món.